# Ascensão de Cristo (Fernão Gomes)
Ascensão de Cristo é uma pintura a óleo sobre madeira pintada cerca de 1590 pelo pintor português de origem castelhana Fernão Gomes, obra que se destinou inicialmente a decorar uma capela da Sé do Funchal e se encontra actualmente no Museu de Arte Sacra do Funchal.
A Ascensão de Cristo, pintura que representa o episódio bíblico da Ascensão de Jesus ao céu depois da ressurreição, é um excelente exemplo da monumentalidade da obra Fernão Gomes que foi um dos mais eficazes pintores do Maneirismo português no contexto da Contrarreforma. É também um exemplo da criação de imagens de grande impacto mas onde está ausente profundidade.
De origem espanhola, mas com aprendizagem flamenga, Fernão Gomes fixou-se em Lisboa antes da tomada da coroa portuguesa por Filipe II de Espanha em 1580, obtendo em 1594 o cargo de pintor régio e daí a encomenda da obra. Em 1583 recolheram-se esmolas na Sé do Funchal para a execução desta pintura, que provém de um altar, hoje desaparecido, do transepto da Sé do Funchal, pertencente à Confraria da Ascensão, que havia sido fundada em 1572.

## Descrição
A paleta geral da obra revela os valores do maneirismo em Portugal, pelos tons claros e intensos, de contrastes profundos.
Efectivamente a paleta utilizada neste quadro baseia-se em tonalidades claras, recorrendo mais ao contraste de cor que ao de claro-escuro, ainda que a figura de Cristo funcione como foco irradiante pelo branco da túnica e pelo halo que o envolve. Nas vestes dos Apóstolos destacam-se, pela intensidade e claridade, os amarelos e rosas, sempre em contraponto com os mais sombrios azuis e verdes. Neste aspecto difere dos painéis do mesmo autor do Mosteiro dos Jerónimos, mas esta é uma cena de exterior e com carácter de teofania, que Fernão Gomes trata usualmente com uma iluminação mais difusa do que nos interiores, sendo estes mais propícios ao contraste entre penumbras densas e pontos de claridade intensa próprio do maneirismo.
A composição segue nas linhas gerais uma gravura de Cornelis Cort, de 1537, elaborada a partir da Transfiguração de Rafael, embora não siga de perto este modelo na concepção particular das figuras.

### Autorretrato
Para José A. Seabra Carvalho é possível que Fernão Gomes tenha incluído na Ascensão um auto-retrato na figura do apóstolo mais à direita, semelhante ao que está no Pentecostes do Retábulo da Sé de Portalegre: «o mesmo rosto grave e arredondado de um homem já meio calvo é o único que dirige o seu olhar para fora da representação, encontrando-se deliberadamente com o nosso. A sua mão direita aponta para o centro superior da composição, onde se assiste ao insondável prodígio da manifestação divina. A presença deste olhar e de tal gesto é intencionalmente persuasiva, solicita-nos uma partilha, pretende implicar-nos na contemplação atenta dos mistérios sagrados que as pinturas narram, afirma subtilmente o seu privilégio de participar nos espaços pictóricos em que se distribuem a Virgem e os Apóstolos. A sua fisionomia tem, além disso, traços singulares de individuação, contrastando com os escorços angulosos e algo estereotipados dos outros personagens».
A presença de um admonitor ("avisador") generaliza-se ao longo do século XVI sendo muitas vezes o próprio pintor a assumir esse papel, ilustrativo do seu crescente protagonismo de dar a ver uma invenção ou uma ideia.

## Datação
A datação da Ascensão de Cristo não é consensual entre os autores que a estudaram, o que comprova a dificuldade de ordenar cronologicamente a obra de Fernão Gomes derivada quer pela não documentação de algumas obras, quer pela sua tendência para repetir um reduzido elenco de formas. Dagoberto Markl, baseado em factores estilísticos, apontava a pintura do painel para 1573, após o regresso do pintor da Holanda, o que combina com a data da gravura sobre o mesmo tema.
Vítor Serrão aponta para um execução mais tardia do painel, em cerca de 1590, baseando-se nas obras feitas então feitas no altar da Sé do Funchal «com retavolo que ao presente se está fazendo em Lixboa».
Markl não aceitava esta hipótese, baseando-se na comparação com o desenho datado de 1599: «Há uma diferente noção de espaço, bem alargada e monumental no desenho e acanhada, arcaizante no painel do Funchal. Não é possível que entre este e as pinturas dos Jerónimos medeiem quatro anos, e nove em relação ao desenho».
Outro elemento importante para Vítor Serrão na datação é a semelhança que José A. Seabra Carvalho nota entre o auto-retrato da Ascensão de Cristo e o do Pentecostes da Sé de Portalegre (1592-95), não podendo haver uma diferença de cerca de vinte anos entre estes dois painéis. Fernão Gomes, nascido em 1548, não teria o aspecto envelhecido da pintura já em 1573. Sem encerrar definitivamente a questão, este elemento reforça a posição de Vítor Serrão de situar a obra em cerca de 1590.

## Apreciação
Dagoberto Markl considera a Ascensão estilisticamente de inferior qualidade em relação aos painéis Nascimento da Virgem e Anunciação do Mosteiro dos Jerónimos, e sublinha a diferença no tratamento cromático, muito mais virado para tonalidades claras no caso do painel da Ascensão.
Dagoberto Markl reconhece, contudo, afinidades com os painéis dos Jerónimos, tanto no «espaço acanhado da composição» como em proximidades de desenho, e ainda afinidades com um desenho do Museu Nacional de Arte Antiga: «Os anjos, que em menor número, povoam a parte superior do painel do Funchal, apresentam inegáveis afinidades nos rostos, nas anatomias e nas asas, com a Anunciação dos Jerónimos. Nas Virgens destes dois painéis reconhecem-se acentuadas semelhanças na maneira de desenhar o nariz e a boca, que encontramos igualmente na mulher aos pés da cama de Santa Ana, no Nascimento da Virgem, de Belém, e que se repetem no desenho assinado e datado de 1599, uma Ascensão pertencente ao Museu Nacional de Arte Antiga, em especial nos rostos da Virgem e de Maria Madalena. Também se aproximam os discípulos de Jesus em ambas as Ascensões, a do Funchal e o desenho do Museu, apesar das diferenças existentes entre uma pintura — onde intervieram possíveis colaboradores — e um desenho da exclusiva responsabilidade do mestre». Pesam mais as semelhanças que as diferenças e, numa apreciação global, Markl refere a excelência da Ascensão.
Para Mª Isabel Gomes Pestana, o argumento do espaço acanhado referido Dagoberto Makl não se afigura como decisivo, uma vez que este autor o invoca de modo contraditório, um vez para salientar a afinidade com os painéis dos Jerónimos, e depois, na comparação com o Desenho sobre o mesmo tema, elogiar a abertura e monumentalidade de um em detrimento da limitação do outro. É difícil estabelecer uma comparação deste tipo entre um desenho e uma pintura pois o tratamento cromático introduz uma outra ordem de relações espaciais.
Mª Isabel Gomes Pestana assinala ainda, em relação à sua composição simplificada, que a Ascensão de Cristo tem paralelismo num quadro do mesmo tema de Diogo Teixeira, de cerca de 1595-97, pertencente ao retábulo-mor do Mosteiro de Arouca, que optou também por colocar Cristo sobre uma pequena elevação de terreno arredondada, evocando até o globo terrestre, à volta do qual se posicionam os Apóstolos.
A Ascensão do Funchal é apontada ainda por José A. Seabra de Carvalho como obra precursora do desenho existente do Museu Nacional de Arte Antiga: «Fernão Gomes já havia ensaiado uma composição congénere, embora mais ingenuamente rafaellesca, na Transfiguração que pintou para a Sé do Funchal».